# Трем
Трем (болг. Трем) — село в Шуменській області Болгарії. Входить до складу общини Хитрино.

## Населення
За даними перепису населення 2011 року у селі проживали 296 осіб, з них 156 осіб (98,7%) — турки.
Розподіл населення за віком у 2011 році:
Динаміка населення: